# Jürgen Köhler
Jürgen Köhler (Leipzig, 22 de febrero de 1946) es un deportista de la RDA que compitió en piragüismo en la modalidad de eslalon. Ganó tres medallas en el Campeonato Mundial de Piragüismo en Eslalon entre los años 1967 y 1973.

## Palmarés internacional
| Campeonato Mundial | Campeonato Mundial                 | Campeonato Mundial | Campeonato Mundial |
| Año                | Lugar                              | Medalla            | Competición        |
| ------------------ | ---------------------------------- | ------------------ | ------------------ |
| 1967               | Lipno nad Vltavou (Checoslovaquia) | Medalla de plata   | C1 por equipos     |
| 1971               | Merano (Italia)                    | Medalla de oro     | C1 por equipos     |
| 1973               | Muotathal (Suiza)                  | Medalla de bronce  | C2 por equipos     |